# قائمة سفراء نيوزيلندا لدى السعودية
سفير نيوزيلندا لدى السعودية هو الممثل الدبلوماسي الأول لنيوزيلندا في المملكة العربية السعودية، حيث يقع مقر السفارة النيوزيلندية في الحي الدبلوماسي في الرياض عاصمة المملكة العربية السعودية. يشغل منصب السفير حاليًا هاميش ماكماستر وذلك منذ 3 يناير 2014.
تحتفظ نيوزيلندا بسفير مقيم في المملكة العربية السعودية منذ عام 1985. تشرف سفارة نيوزيلندا بالرياض على القنصليات الفخرية في جدة بالمملكة العربية السعودية ومسقط بسلطنة عمان.

## قائمة السفراء
| تاريخ الاعتماد/الموافقة الدبلوماسية | اسم السفير بالعربية  | اسم السفير بالإنجليزية | ملاحظات | ملك السعودية                                                   | رئيس الوزراء النيوزيلندي                          | تاريخ الانتهاء |
| ----------------------------------- | -------------------- | ---------------------- | --- | -------------------------------------------------------------- | ------------------------------------------------- | -------------- |
| 1977                                | إيريك هالستيد        | Eric Halstead          | بدء الاعتراف الدبلوماسي المتبادل، تعيين سفير غير مقيم | خالد بن عبد العزيز آل سعود                                     | روبرت مالدون                                      | 1980           |
| 1980                                | جيم وير              | Jim Weir               | سفير غير مقيم | - خالد بن عبد العزيز آل سعود - فهد بن عبد العزيز آل سعود       | روبرت مالدون                                      | 1983           |
| 1983                                | غوردون نويل باركنسون | Gordon Noel Parkinson  | سفير غير مقيم | فهد بن عبد العزيز آل سعود                                      | - روبرت مالدون - ديفيد لانج                       | 1985           |
| 1985                                | كين كونينغهام        | Ken Cunningham         | | فهد بن عبد العزيز آل سعود                                      | ديفيد لانج                                        | 1987           |
| 1987                                | وين كوكرين           | Win Cochrane           | | فهد بن عبد العزيز آل سعود                                      | - ديفيد لانج - غروفي بالمر - مايك مور - جيم بولجر | 1992           |
| 1992                                | غوردون نويل باركنسون | Gordon Noel Parkinson  | | فهد بن عبد العزيز آل سعود                                      | جيم بولجر                                         | 1995           |
| 1995                                | غرايم أموندسن        | Graeme Ammundsen       | | فهد بن عبد العزيز آل سعود                                      | جيم بولجر                                         | 1996           |
| 1996                                | ديفيد بايتون         | David Payton           | | فهد بن عبد العزيز آل سعود                                      | - جيم بولجر - جيني شيبلي                          | 1999           |
| 2000                                | لوري ماركس           | Laurie Markes          | | فهد بن عبد العزيز آل سعود                                      | هيلين كلارك                                       | 2003           |
| 2003                                | جيم هويل             | Jim Howell             | | - فهد بن عبد العزيز آل سعود - عبد الله بن عبد العزيز آل سعود   | هيلين كلارك                                       | 2007           |
| 29 مايو 2007                        | تريفور ماثيسون       | Trevor Matheson        | | عبد الله بن عبد العزيز آل سعود                                 | - هيلين كلارك - جون كي                            | 27 أغسطس 2010  |
| 28 أغسطس 2010                       | رود هاريس            | Rod Harris             | | عبد الله بن عبد العزيز آل سعود                                 | - جون كي                                          | 13 ديسمبر 2013 |
| 3 يناير 2014                        | هاميش ماكماستر       | Hamish MacMaster       | - في عام 2004، شغل منصب سفير نيوزيلندا لدى إيران حتى عام 2009. - في 13 يناير 2016 ، التقى ماكماستر مع مفلح القحطاني رئيس الجمعية الوطنية لحقوق الإنسان في المملكة العربية السعودية. وناقش العقوبات، بما في ذلك عقوبة الإعدام وغيرها من المواضيع المتعلقة بحقوق الإنسان. | - عبد الله بن عبد العزيز آل سعود - سلمان بن عبد العزيز آل سعود | - جون كي - بيل إنجليش                             | 12 أكتوبر 2017 |
| 2017                                | جيمس مونرو           | James Monroe           | شغل منصب سفير نيوزيلندا لدى العراق في الفترة 2015-2017. في أغسطس 2019، قدم السفير جيمس مونرو شكره وتقديره إلى المملكة العربية السعودية لاستقبالها أسر ضحايا هجوما كرايستشيرش 2019 ضمن موسم حج 1440.                                                                     | سلمان بن عبد العزيز آل سعود                                    | جاسيندا أرديرن                                    | لا يزال        |